# 佐藤堅一 (実業家)
佐藤 堅一（さとう けんいち）は、日本の実業家。株式会社ハッピースマイル代表取締役社長・CEO。陸上自衛隊に8年間在籍。三等陸曹まで昇進した後、カメラマンに転職。2009年に日本で初めての写真代行販売サービス「フォトパーク」を発案しサービス開始。2014年には、保育園・幼稚園の現場の保育士・幼稚園教員向けの、写真展示負担を大幅に削減できるインターネットを使った写真代行販売サービス「みんなのおもいで.com」をリリースし、2022年4月現在、会員登録数累計30万人、全国6200カ所以上で導入されている。

## 人物・経歴

### 幼少期から自衛隊退職まで
1979年、東京都台東区生まれ。2歳の時に両親の都合で母親とともに新潟市に引っ越す。小児ぜんそくがひどく、病院のすぐそばに引っ越すほどだった。しかし、友達と外で遊んでいるうちに次第に体力が付き、活発な少年期を過ごす。台風でしけた海辺で高波にさらわれかけたり、ビルの屋上から屋上に飛び移るような遊びに興じる。小学生から中学生にかけて、新潟の海沿いの松林で夢中になったサバイバルゲームもきっかけとはなったが、1995年1月17日に発生した阪神・淡路大震災で災害派遣された自衛隊員の活躍を目の当りにして、人から感謝される仕事をと考え、新潟県立新潟西高等学校卒業後の1998年3月、陸上自衛隊に入隊。前期教育及び、後期教育ともに首席で教育を終了。中隊長賞を2度受けている。後期教育では「施設科」（工兵）を選択。配属先の東立川駐屯地では、有事を想定した特殊車両通行のための自衛隊専用の地図作りに携わる。測量士補資格を取得。入隊から3年で陸曹候補生試験に合格。第三陸曹教育隊といわれる下士官の教育機関である富士山麓の板妻駐屯地では、厳寒期に3か月間の極限状態を経験。三等陸曹昇任後は新入隊員の教育を行う教官や、三大兵器（核・化学・生物）に対する対テロの部隊教官を歴任。しかし、幼少期から心の片隅にあった「普通のサラリーマンにはなりたくない」という思いと、自衛隊も所詮は組織の中のコマの一つでしかないとの思いが高まっていた頃、デジタルカメラの一眼レフに出会い、写真に対する情熱が高まり2006年6月に退職。

### プロカメラマンとして
自衛隊退職後は、プロカメラマンを目指し写真スタジオの面接を受けるが、2か月後にようやく「未経験可」のスタジオを見つけ面接に赴いたところ、動物の写真撮影をしているスタジオで、未経験とは「ペット撮影未経験」の意味であり、「そんな簡単な世界じゃない」と言われたことに悔しい思いをしたことで、現在でも自身の経営する会社では「カメラ未経験者」を採用している。その後、実際に未経験OKのカメラマン派遣会社を見付けフリーランス登録をするが、そこが幼稚園や保育園にカメラマンを派遣し、園の行事などを撮影している会社であった。社長の「30歳までに自分で会社を立ち上げなさい」という言葉に起業を決意し、2008年1月独立。

### 写真代行販売サービス
2008年1月より、フリーカメラマンとして活動するが、2009年にある保育園で保育士らが撮影した大量の写真を保護者に閲覧してもらうために展示陳列する様子に出くわし、その作業が思いの外、重労働である事実を知るとともに、保育士にとって面倒なこの作業をインターネットを使い代行し請け負う事業がひらめく。同年には「フォトパーク」と名付けサービスを開始。プロカメラマンが撮影した写真をネットで販売する例は存在したが、保育士が撮影した写真をインターネットで展示・販売・仕分け・発送・代金回収まで行うワンストップサービスは日本で初めての試みであった。ホームページを自作し、ハイスペックなパソコンが必要であったため、パソコンも自作した。コーポレートカラーとしてオレンジを採用。ところが、当時はインターネットは保育園では個人情報の問題などで危険視されており、園内で普及しておらず、携帯電話もガラケーが主流であったため、頓挫。この頃より七五三などのスタジオ撮影事業も開始。
2012年4月のハッピースマイルの法人化の頃より、同サービスがインターネット、スマホの普及で時代の波に乗り、急伸長。「B to B to C」のビジネスモデルで、Cである消費者（保護者）は購入費用以外の利用料金がかからず、保育園は同社と卸値契約した1枚当たりの料金に対し、保護者にいくらで販売するかは自由に設定できるため、保育園側は現場の負担が大幅に軽減された上、マージンが入る（マージンが入らない様に設定する事も可能）というオールウィンの仕組みにしたことで、急速に成長することになる。「彩の国ベンチャーマーケット」（埼玉県産業振興公社）や「第3回渋沢栄一ビジネスモデル大賞」などに出展・応募したことで、一気にマスコミで注目されるに至る。さらに「ジェトロ」（日本貿易振興機構）の審査も通過「中堅・中小・小規模事業者新興国進出支援専門家派遣事業」の支援対象企業にも採択される。
同社は写真の現像・プリント、出荷までをすべて自社内で行っているが、こうした「内製化」へのこだわりは、佐藤自身が自衛官だった経歴と関係している。
その後、同サービスを保育園のみならず、小学校、中学校、高等学校や写真館、カメラマン、イベント企画会社、出版社などへ展開し、今後は海外へも展開を考えている。

## 年譜
- 1979年8月29日 - 東京都台東区に生まれる。2歳の時、新潟市へ引っ越し少年時代を送る[6][12]。
- 1998年3月 - 陸上自衛隊に入隊[6][10]。
- 2006年6月30日 - 陸上自衛隊を退職。東京都練馬区に引っ越す[6]。
- 2007年5月 - カメラマンとしての仕事が埼玉県内が多かったため、埼玉県川越市に引っ越す[6]。
- 2008年1月 - 個人事業主として「ハッピースマイル」を創業。フリーカメラマンとして活動[6][10][11]。
- 2009年 - 唯一契約ができた埼玉県ふじみ野市の保育園との出会いがきっかけとなり、急成長。mixiでカメラマンを募集[6]。写真代行販売サービス「フォトパーク」サービス開始[11]。
- 2012年4月2日 - ハッピースマイルを法人化[6]「みんなのおもいで.com」サービス提供開始[11]。
- 2014年6月 - 埼玉県「生活サポート産業成長支援事業」の支援対象企業に選出[11]。
- 2015年11月24日 - 情報セキュリティに関する国際規格であるISO27001を取得[13]。
- 2017年2月 - 彩の国経営革新モデル企業に指定[11]。
- 2017年3月 - 2017年「ベストベンチャー100」に選出[11]。
- 2018年9月1日 - T.T彩たまのゴールドスポンサーに就任[14][15]。
- 2019年11月15日 - 写真動画提供システム、写真動画提供方法、写真動画提供プログラムで特許を取得（特許第6615611号）[16]。
- 2019年12月13日 - T.T彩たまとのコラボレーションで試合写真の発売を開始[17]。
- 2021年
  - 7月、ハッピースマイルがさいたま市健康経営実践企業として認定[18]。
  - 8月、「みんなのおもいで.com」の会員登録数累計30万人を突破[18]。
  - 11月、「みんなのおもいで.com」の写真の累計販売枚数が5,000万枚を突破[18]。

## 著書
- 『元自衛官の自分でも社長になれた～革新的ビジネスモデルのヒントがここにある!～』（学研、2017年10月17日発行）ISBN 4054065694、ISBN 9784054065697
- 『みんなのおもいで.com』カネなし、コネなし、経験なしから実現したALL WIN ビジネス（きこ書房、 2018年9月28日発行）ISBN 4877713875、ISBN 9784877713874
- 『起業力 題ドリブンでビジネスを考える』 ISBN 9784344947047
- 『「仕事ができる人」に変わる 差がつくビジネスマインド』 ISBN 978-4344947054